# Charles Deering

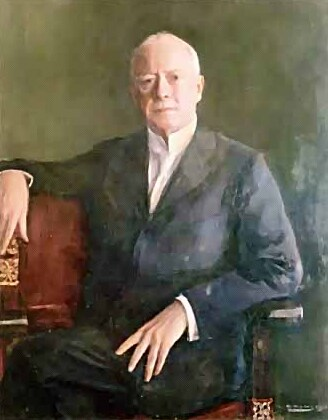
Ramon Casas i Carbó Porträt Charles Deering, etwa 1914

Charles Deering (* 31. Juli 1852 in South Paris, Maine; † 5. Februar 1927 in Miami, Florida) war ein amerikanischer Industrieller und Kunstmäzen.
Sein Vater William Deering (1826–1913) gründete die Deering Harvester Company in Illinois. Charles Deering  graduierte 1873 an der United States Naval Academy und diente bis 1881 als Marineoffizier, dann trat er ins väterliche Unternehmen ein. 1883 heiratete er Marrion Whipple. Das Paar hatte drei Kinder. 1902 kam es, unter der Patronanz von J. P. Morgan, zur Fusion von Deering Harvester mit dem von Cyrus McCormick gegründeten Landmaschinenunternehmen und anderem zur International Harvester Company. 
Charles Deering wurde Vorstandsvorsitzender.
Deering war auch ein Kunstfreund. 1910 ließ er sich den Palau Maricel in Sitges bei Barcelona erbauen. Der Künstler Miquel Utrillo i Morlius wirkte daran mit. Ein zweites, benachbartes Gebäude wurde ebenfalls von Deering erworben. Dort ist heute das Museu Maricel beheimatet. Deerings Winterresidenz in Miami, Florida ist heute ebenfalls ein Museum und Naturreservat. Es befindet sich in der Nachbarschaft der Villa Vizcaya seines Halbbruders James Deering  (1859–1925).
1930–33 wurde mit Spenden der Familie die Deering Library der Northwestern University in Evanston (Illinois) errichtet.